# بيت ظنبور (أرحب)

تعديل مصدري - تعديل

بيت ظنبور هي إحدى قرى عزلة الزبيرات بمديرية أرحب التابعة لمحافظة صنعاء، بلغ تعداد سكانها 88 نسمة حسب تعداد اليمن لعام 2004.